# Agustín Mazzilli
Agustin Mazzilli (20 juni 1989) is een Argentijns hockeyer die uitkomt voor Oranje-Rood uit Eindhoven.
Mazzilli, een aanvallende middenvelder, kwam in 2016 naar Oranje-Rood. Daarvoor speelde hij bij Royal Léopold Club uit België. Tijdens het Wereldkampioenschap hockey in 2014 behaalde hij met Argentinië een bronzen medaille.
Tijdens de Olympische Zomerspelen 2016 won Mazzilli met de Argentijnse ploeg de gouden medaille.